# Hornsgatan
Hornsgatan – ulica w Sztokholmie, o długości 2300 metrów, arteria komunikacyjna dawniej dzielnicy Södermalm.

## Historia
W 1642 ulica nosiła nazwę Horns gathun. Przedrostek Horn pochodzi od nazwy wsi znajdującej się na zachodniej części Södermalm i może oznaczać wystający teren. Do roku 1900 ulica biegła obecnym śladem na odcinku Södermalmstorg–Ansgariegatan, następnie skręcała na północ, po czym ponownie odbijała na zachód jako przedłużenie obecnej Brännkyrkagatan.
Droga została wytyczona w okresie renesansu, podczas planowania siatki ulic tej części miasta. Na początku lat 60. XVII wieku, w najwęższym miejscu zatoki Årstaviken, wybudowano most pontonowy łączący Södermalm i Liljeholmen, a miejsce poboru cła przeniesiono ze skrzyżowania Hornsgatan z Timmermansgatan na przyczółek mostu. Od strony Slussen ulica nosiła kolejno nazwy: Hornsgatan, Hornskroken i Hornstullsgatan, a nazwa Hornstull odnosiła się do samego punktu poboru opłat. Od XVII wieku okolice Slussen gęsto zabudowywano drewnianymi i kamiennymi budynkami, a w zachodniej części ulicy wznoszono pojedyncze domy oraz budynki przemysłowe. W 1759 kwartały w pobliżu kościoła św. Marii Magdaleny zostały zniszczone przez pożar, a podczas odbudowy zakazano wznoszenia budynków drewnianych i nakazano zwiększyć szerokość ulic w celach przeciwpożarowych. Po kolejnym pożarze w latach 60. XVIII wieku powstał plac Adolf Fredriks torg nazwany na cześć króla Adolfa Fryderyka, który od 1963 znany jest jako Mariatorget.
W 1866 sporządzono projekt rozwoju miasta znany jako plan Lindhagena. Zakładał on m.in. obniżenie poziomu ulicy i jej poszerzenie, co skutkowało koniecznością wyburzenia wszystkich domów po południowej stronie Hornsgatan oraz zmniejszenia powierzchni przykościelnego cmentarza. Plan realizowano etapami do 1900. W 1887 poprowadzono tu linię tramwajową. W latach 1900–1910 wzdłuż ulicy wzniesiono 45 domów, z których większość istnieje do dziś. Od 1901 ulicą kursowała pierwsza linia tramwajów elektrycznych. W 1915 most pontonowy zastąpiono tymczasową, drewnianą przeprawą. Istniejący do dziś most wybudowano w 1928 i poszerzono w 1956. W 1964 w pobliżu Hornsgatan poprowadzono linię metra. Od lat 60. planowano rozbiórkę wyniesionej części ulicy w pobliżu kościoła św. Marii Magdaleny i znajdujących się przy niej budynków, lecz dzięki oporowi mieszkańców w 1974 uchwalono zakaz wyburzania nieruchomości w centrum miasta na rzecz ich renowacji. Większość zabudowy na zachód od Zinkensdamm pochodzi z lat 60., 70. i 80. XX wieku.

## Galeria

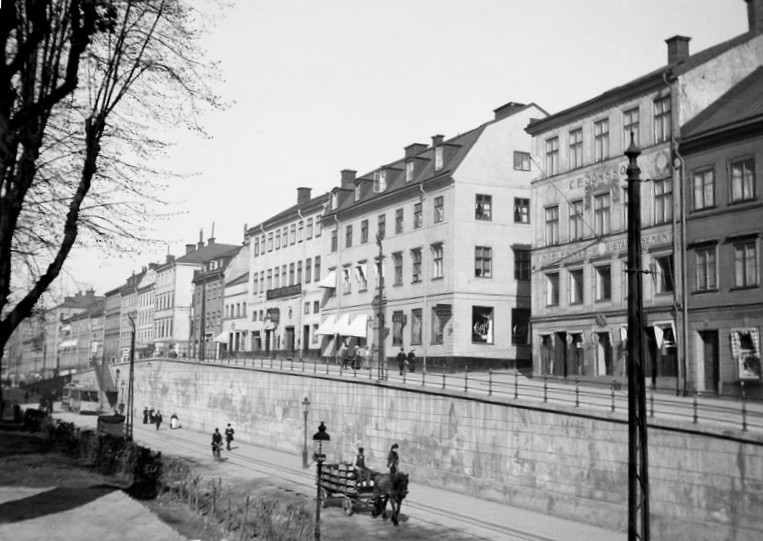
Widok w 1905
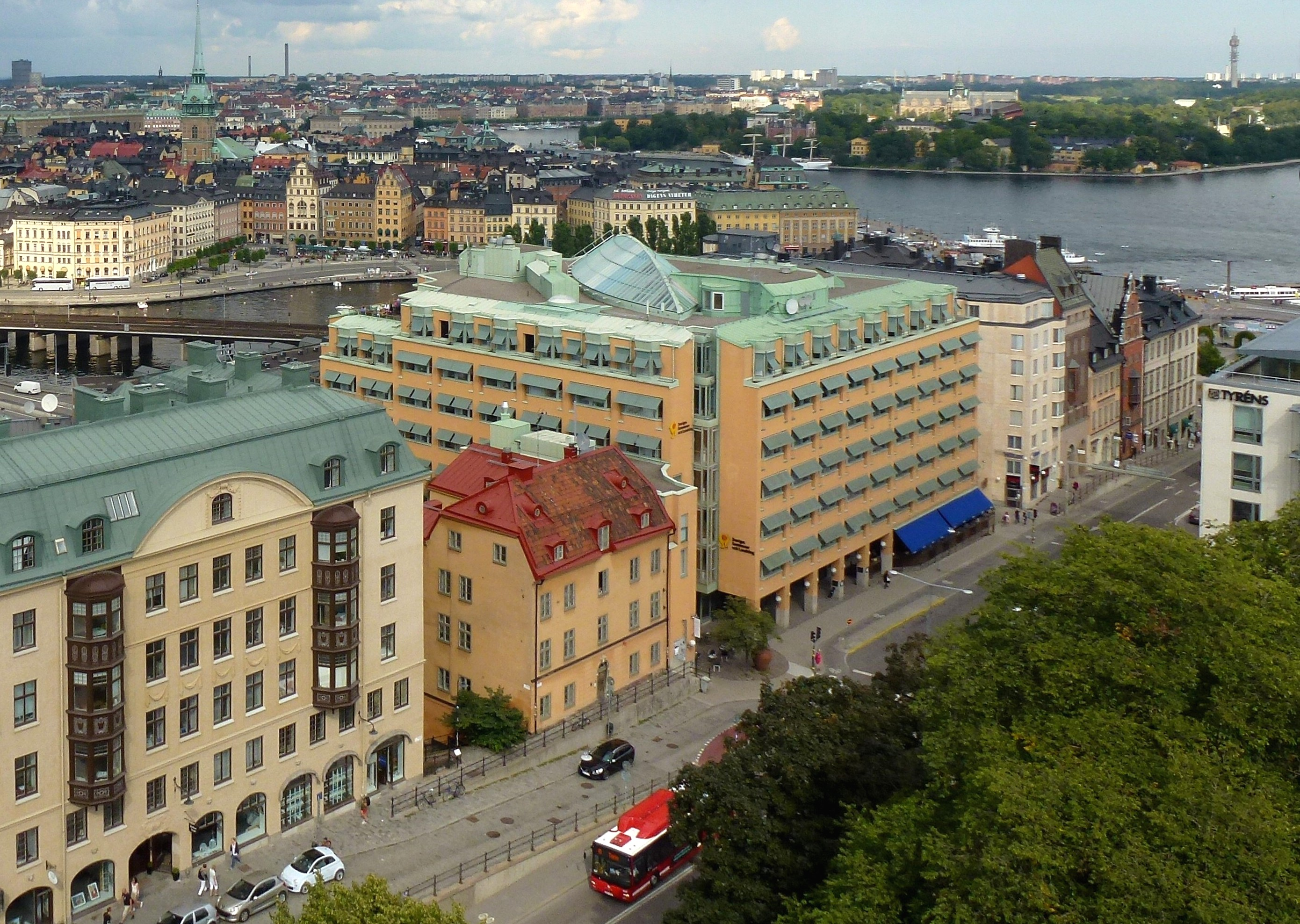
Wschodni fragment, widok z wieży kościoła św. Marii Magdaleny
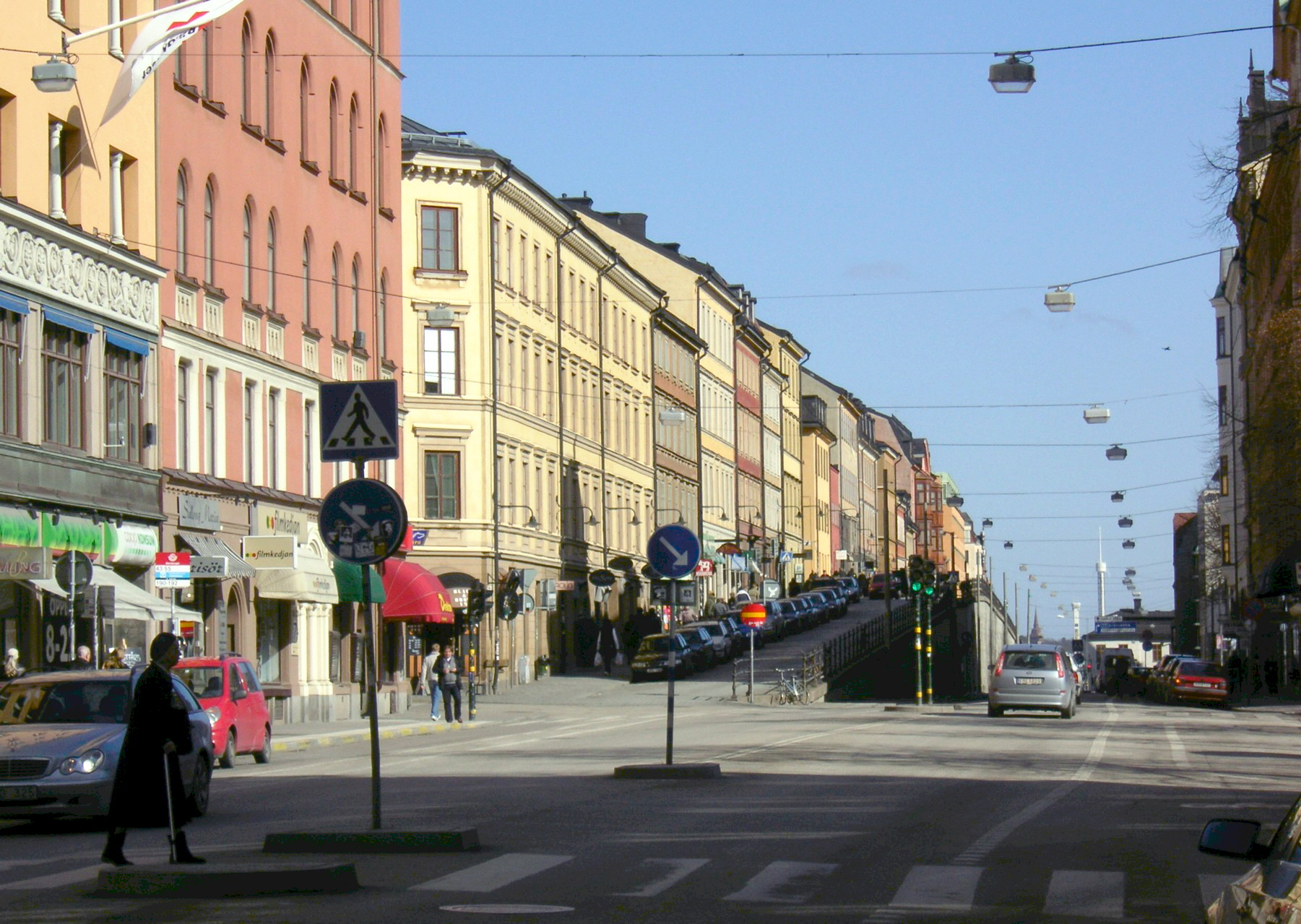
Okolice Mariatorget, widoczna podwyższona część ulicy
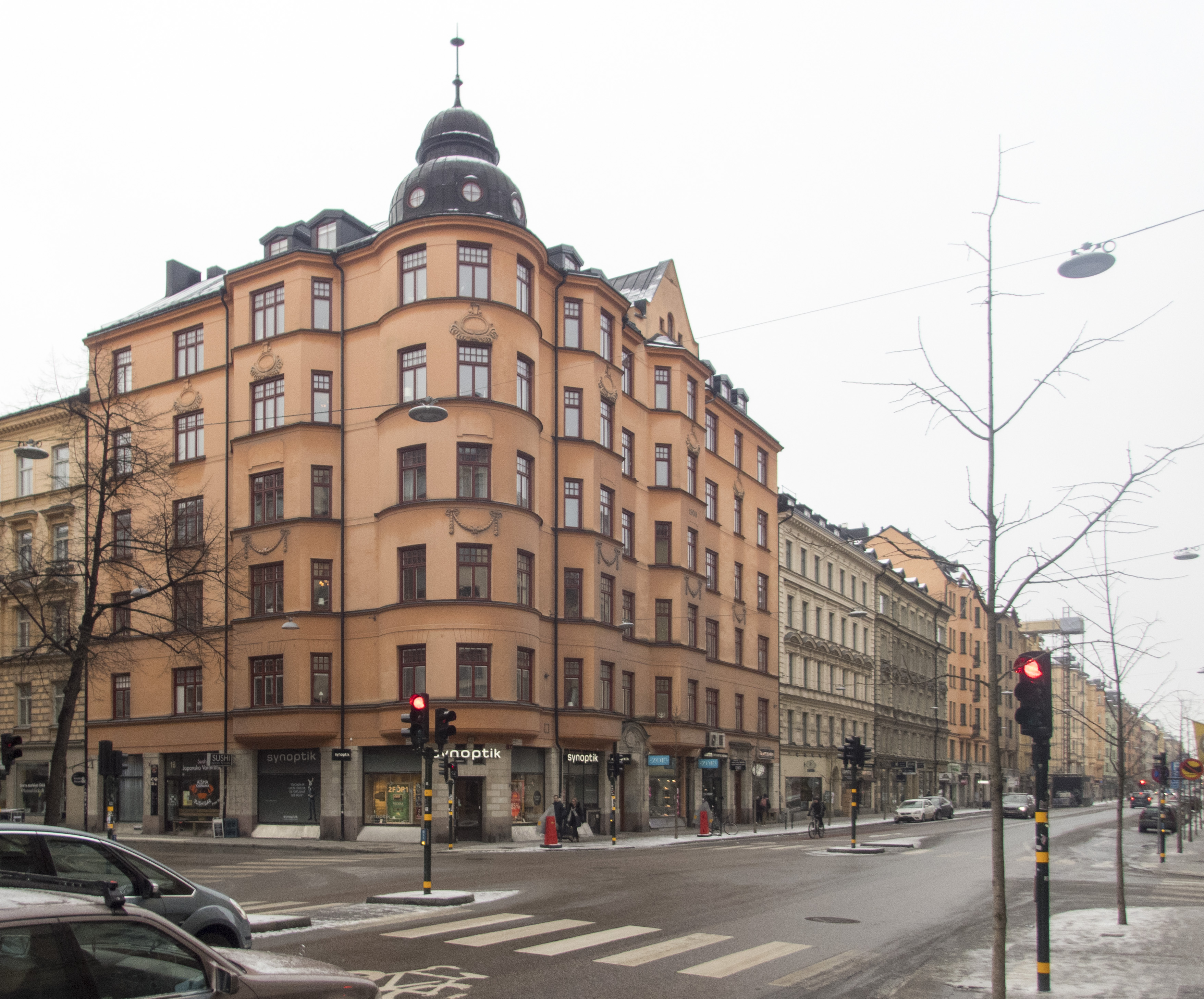
Narożnik Hornsgatan i Timmermansgatan
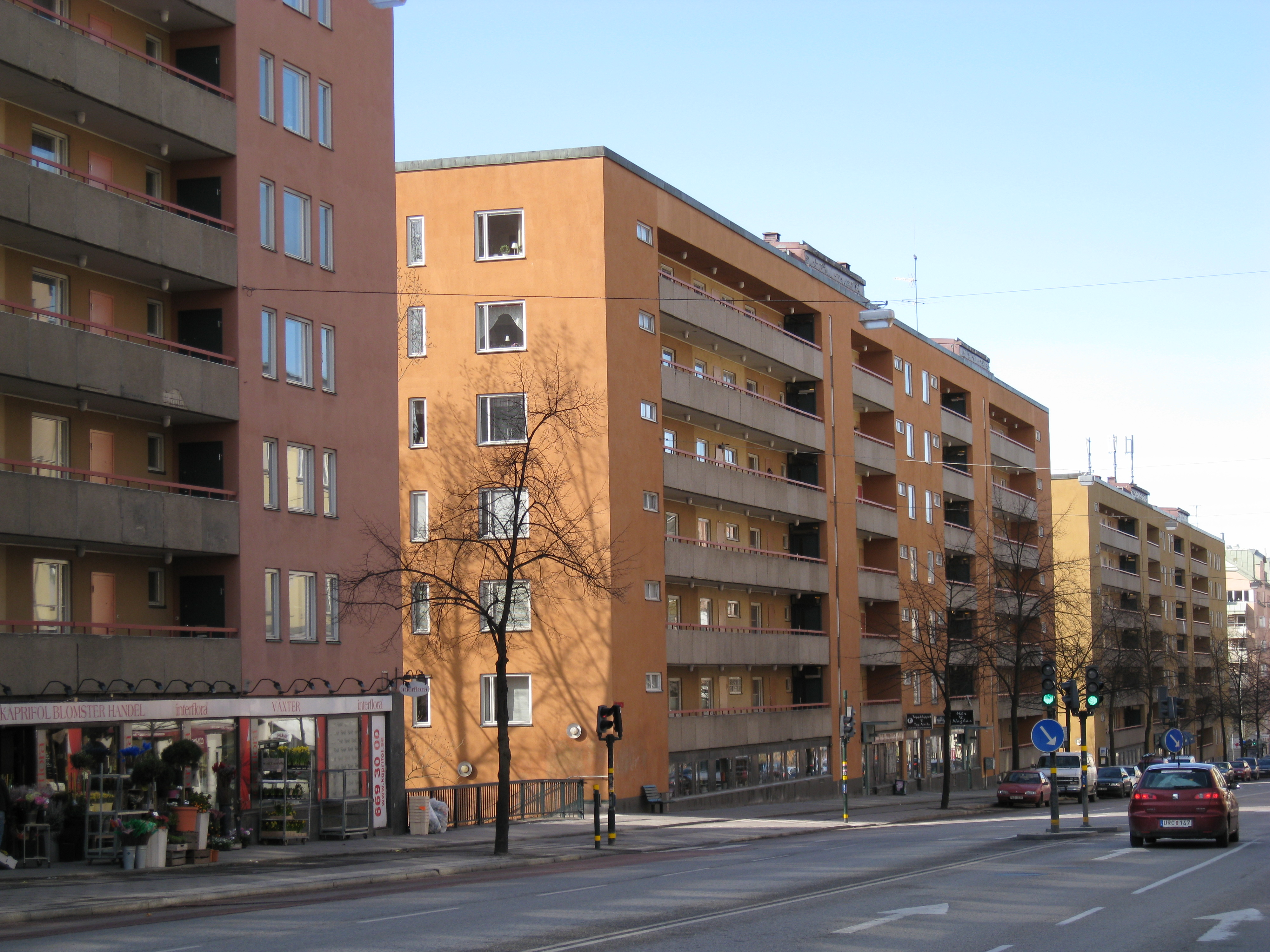
Osiedle Drakenberg
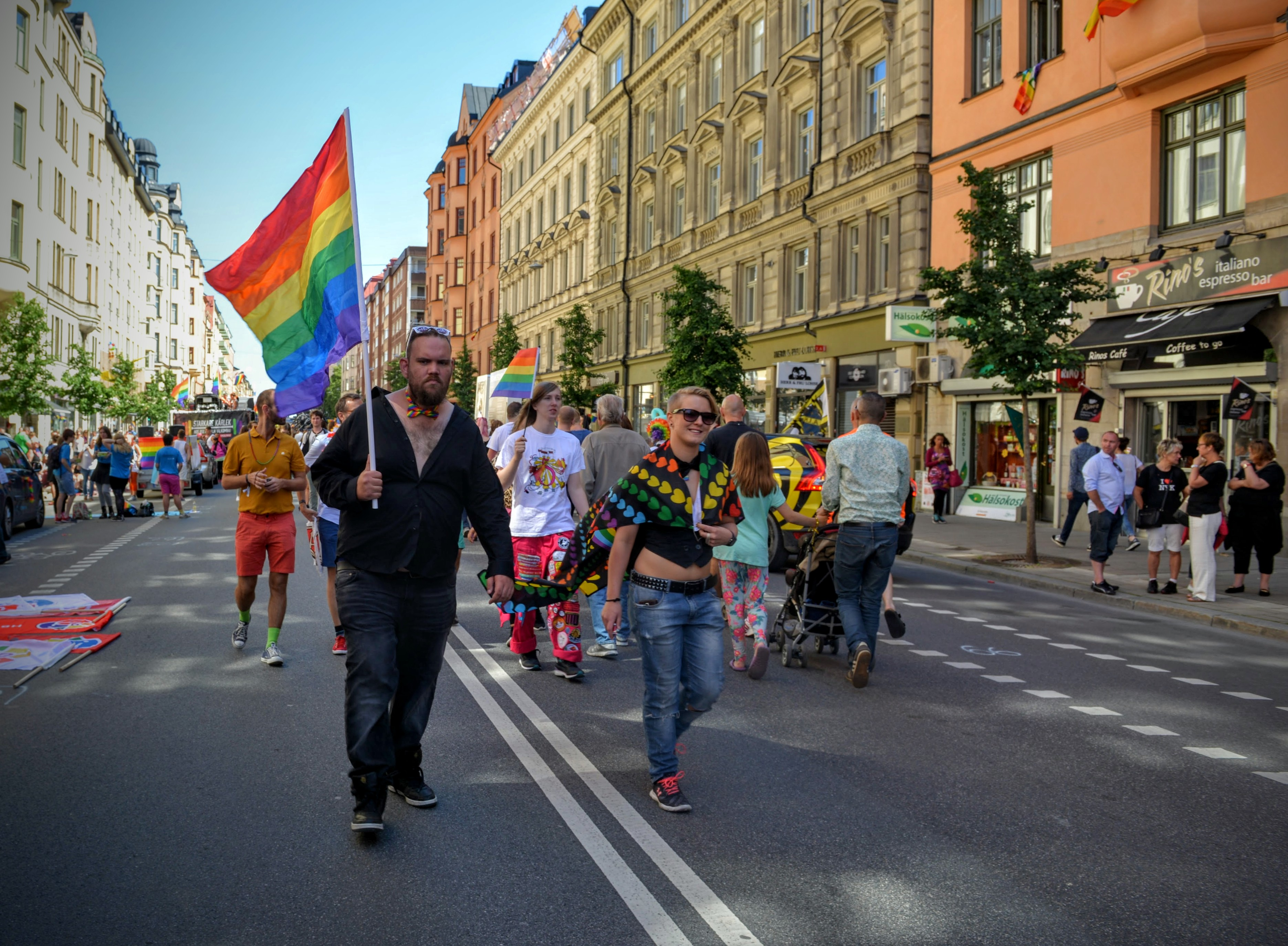
Parada równości w 2015